# Такер, Таня
Та́ня Та́кер (англ. Tanya Tucker, по-англ произн. Та́нья Та́кер; род. 10 октября 1958) — американская певица в стиле кантри. Посвящена в Зал славы кантри (2023)

## Карьера
Первый хит — «Delta Dawn» (6 место в кантри-чарте «Билборда» и 72 место в Billboard Hot 100) — Таня Такер записала на свой счёт в 1972 году, когда ей было всего 13 лет. В последующие десятилетия она превратилась из ребёнка во взрослого исполнителя, при этом став одним из немногих детей-певцов, кому удалось при этом не растерять свою аудиторию. На её счету большая череда кантри-хитов в первой десятке и первой сороковке кантри-чарта «Билборда».
Музыкальный сайт AllMusic называет её «предподростковой [предподросткового возраста] кантри-сенсацией в начале 1970-х годов, которая интегрировала [в свои работы] рок-музыку и спорные материалы, а потом вернулась к мейнстримному [обычному] кантри».

## Личная жизнь
Таня Такер состоит в отношениях с актёром Беном Ридом. У них есть двое детей: Пресли (р. 1989) и Бо (р. 1991).

## Дискография
- См. статьи «Tanya Tucker albums discography» и «Tanya Tucker singles discography» в английском разделе.
- While I’m Livin’ (2019)

## Премии и номинации
- См. статьи «Tanya Tucker § Awards and honors» в английском разделе.